# Lista typów lotniskowców United States Navy
To lista wszystkich typów lotniskowców, lekkich lotniskowców i lotniskowców eskortowych jakie służyły w United States Navy.

## Lotniskowce
Przed reformą w 1975 roku w Marynarce występowały następujące oznaczenia lotniskowców:
- CV (Fleet aircraft carrier) – lotniskowce floty
- CVL (Light aircraft carrier) – lekkie lotniskowce
- CVS (Anti-submarine aircraft carrier) – lotniskowce ZOP
- CVB (Large carrier) – duże lotniskowce
- CVA (Nuclear weapon, Atomic (tylko CVA-58) lub Attack aircraft carrier) – lotniskowce ofensywne, strategiczne
- CVAN (Nuclear power, Nuclear powered attack aircraft carrier) – lotniskowce o napędzie nuklearnym, strategiczne lotniskowce o napędzie nuklearnym.

Po reformie w roku 1975 wszystkie pozostające w służbie lotniskowce otrzymały oznaczenie rozpoczynające się od
- CV (Multi-mission aircraft carriers) lotniskowce wielozadaniowe
- CVN (Multi-mission, nuclear powered aircraft carriers) lotniskowce wielozadaniowe o napędzie nuklearnym

| Oznaczenie | Typ             | Okręty | Lata aktywności | Opis | Okręt główny |
| ---------- | --------------- | ------ | --------------- | --- | ------------ |
| CV-1       | Langley         | 1      | 1922–1936       | Przerobiony z USS Jupiter (AC-3). Eksperymentalny okręt służący w latach 1925–1936 jako lotniskowiec, zanim został przerobiony na transportowiec wodnosamolotów i otrzymał nowe oznaczenie AV-3. |              |
| CV-2       | Lexington       | 2      | 1928–1946       | Lotniskowce typu Lexington były pierwszymi okrętami tej klasy, które weszły do służby operacyjnej w US Navy (USS "Langley" był jednostką czysto doświadczalną, która służyła krótko w aktywnej służbie zanim została przerobiona na transportowiec wodnosamolotów). Kadłuby okrętów zostały wybudowane jako kadłuby krążowników liniowych. Dopiero w wyniku ustaleń Traktatu Waszyngtońskiego plany okrętów zostały zmienione i typ Lexington został częściowo ukończony jako lotniskowce.                                                                                                   |              |
| CV-4       | Ranger          | 1      | 1934–1946       | Pierwszy okręt US Navy, który był budowany od podstaw jako lotniskowiec. Porównanie doświadczeń z wykorzystywania tego okrętu z doświadczeniami z typu Lexington („Lexington” i „Saratoga”) potwierdziło, że większe lotniskowce są o wiele bardziej użyteczne niż mniejsze. |              |
| CV-5       | Yorktown        | 3      | 1937–1945       | Jak na swoje czasy wysoko zaawansowane okręty. "Hornet" został zbudowany po "Wasp", aby przyspieszyć budowę lotniskowców, gdy plany lotniskowców typu Essex były na ukończeniu. Pod koniec września 1942 zarówno "Yorktown", jak i "Wasp" były już zatopione, jednak „Enterprise” (CV-6) – ostatni okręt tej klasy stał się jednym z najbardziej znanych okrętów alianckich II wojny światowej. |              |
| CV-7       | Wasp            | 1      | 1940–1942       | Zmodyfikowany okręt typu Yorktown. Modyfikacja spowodowała, że okręt miał wyporność 3000 ton mniejszą niż inne niezmodyfikowane lotniskowce. Spowodowane to było ograniczeniami tonażowymi jakie nałożył na USA Traktat Waszyngtoński. Pomimo gorszych własności okręt dobrze wypełniał swoje zadania do chwili zatopienia w drugiej części 1942 roku. |              |
| CV-9       | Essex           | 26     | 1943–1976       | Ten typ lotniskowców jest największy pod względem ilości jednostek w serii z wszystkich typów ciężkich okrętów wojennych XX wieku. Zamówiono 32 okręty, ale 6 zostało anulowanych przed rozpoczęciem budowy, a dwa po tym jak budowa się rozpoczęła. 24 okręty weszły do służby. 16 okrętów podtypu Ticonderoga CV-14 jest czasem określana w literaturze przedmiotu jako „długi kadłub” (Long hull) i uznawana jako osobny typ lotniskowca. Kilka jednostek służyło jeszcze w połowie lat siedemdziesiątych XX wieku jako lotniskowce ZOP, a kilka innych jako okręty desantowe typu Boxer. |              |
| CVL-22     | Independence    | 9      | 1943–1970       | Pierwszy z dwóch typów lekkich lotniskowców floty (pomijając pojedyncze okręty "Ranger" i "Wasp", które są określane jako lekkie lotniskowce). Ten typ powstał jako rezultat zainteresowania Franklina D. Roosevelta planami budowy okrętów. W sierpniu 1941, w momencie gdy wojna w Europie już trwała od dwóch lat prezydent zauważył, że żaden z nowych lotniskowców floty nie wejdzie do służby przed rokiem 1944. Zaproponował wtedy szybką konwersję kilku z wielu krążowników, które wtedy były budowane.                                                                             |              |
| CV-41      | Midway          | 3      | 1945–1992       | Ten typ to jeden z najdłużej pozostających w służbie projektów lotniskowców w historii. Pierwszy okręt tego typu wszedł do służby w 1945 roku, a okręt główny tego typu USS „Midway” pozostawał w aktywnej służbie do 1992. W czasie wojny w Zatoce Perskiej służył jako okręt flagowy floty lotniskowców alianckich. |              |
| CVL-48     | Saipan          | 2      | 1946–1970       | Zbudowany na zmodyfikowanych kadłubach krążowników typu Baltimore. Te okręty zostały ukończone zbyt późno, aby były użyteczne jako lotniskowce. Szybko postępujące zmiany w technologiach lotniczych spowodowały, że ich pokłady lotnicze stały się zbyt ciasne. Oba zostały przerobione na okręty dowodzenia w połowie lat 50. XX wieku. „Saipan” został przemianowany na USS „Arlington” (AGMR-2) a „Wright” zmienił tylko numer na CC-2. |              |
| CVA-58     | United States   | 1      |                 | Ten typ nie wszedł nigdy do służby. Trzy okręty były w planach. Zobacz Rewolta Admirałów, aby dowiedzieć się szczegółów na temat odwołania tego projektu. |              |
| CV-59      | Forrestal       | 4      | 1955–1998       | Typ Forrestal był pierwszą klasą opisywaną jako superlotniskowce, ponieważ ich wyporność (75.000 ton) była znacznie większa niż lotniskowców typu Midway pochodzących z czasów II wojny światowej. Wszystkie okręty miały ukośny pokład startowy (budowa USS „Forrestal” i USS „Saratoga” została rozpoczęta jeszcze z pokładami klasycznymi – dopiero podczas budowy zmieniono je na ukośne) |              |
| CV-63      | Kitty Hawk      | 3      | 1961–2009       | Czasem nazywana ulepszony typ Forrestal. Czasem zalicza się do niej także czwarty okręt (USS John F. Kennedy – zobacz poniżej). Największa różnica w stosunku do typu Forestal to większa długość i inne położenie podnośników samolotowych – dwa przed wyspą lotniskowca, trzeci na burcie. Przesunięcie podnośnika z położenia bliżej dziobu na miejsce bliżej rufy zwiększyło jego użyteczność podczas operacji lotniczych, gdyż przedni podnośnik był bezużyteczny w takich chwilach, ponieważ znajdował się zarówno na ścieżce lądowania, jak i w pobliżu katapult nr 3 i 4.            |              |
| CVN-65     | Enterprise      | 1      | 1965–2012       | Pierwszy lotniskowiec o napędzie nuklearnym, używający osiem reaktorów A2W. To powiększony typ Kitty Hawk z dodanym reaktorem. Okręt został dostarczony bez uzbrojenia w ramach ograniczeń kosztów. Drugi okręt został anulowany ze względu na brak funduszy i został ukończony jako lotniskowiec o napędzie konwencjonalnym typu Kitty Hawk (USS „America” (CV-66)) |              |
| CV-67      | John F. Kennedy | 1      | 1968–2007       | Ostatni lotniskowiec o napędzie klasycznym w US Navy. Czasem zaliczany do typu Kitty Hawk. Zaprojektowany jako okręt o napędzie atomowym z czterema reaktorami A3W, przerobiony na okręt o klasycznym napędzie we wczesnym stadium budowy. |              |
| CVN-68     | Nimitz          | 10     | 1975 – obecnie  | Superlotniskowce typu Nimitz są lotniskowcami o napędzie nuklearnym. Są wyposażone w dwa reaktory A4W i są największymi okrętami na świecie. |              |
| CVN-78     | Gerald R. Ford  | N/A    | (2015)          | Program US Navy "CVN-21" (lotniskowiec 21 wieku – 21st Century Aircraft Carrier) umożliwił powstanie nowego typu superlotniskowców. Zanim program nazwano jako CVN-21, był on znany jako "program CVNX". Nie powinien być mylony z CV-21 – oznaczeniem lotniskowca USS "Boxer", który powstał po II wojnie światowej i był w służbie w latach 1945–1969. Jest planowana budowa 3 okrętów -78, -79 i -80. |              |

## Lotniskowce eskortowe
Wiele Lotniskowców eskortowych zostało na mocy Lend-Lease Act przekazanych Wielkiej Brytanii, dlatego ta lista opisuje ile okrętów danego typu służyło w US Navy.
| Oznaczenie | Typ              | Okręty | Opis | Okręt główny |
| ---------- | ---------------- | ------ | --- | ------------ |
| CVE-1      | Long Island      | 2      | 1 w aktywnej służbie w US Navy („Long Island”) i HMS „Archer” (BAVG-1). |              |
| CVE-9      | Bogue            | 49     | 24 w służbie marynarki amerykańskiej. W służbie brytyjskiej były oznaczane jako typ Attacker (pierwsza seria) i HMS „Ameer” (druga seria). |              |
| CVE-26     | Sangamon         | 4      | Wszystkie służyły w US Navy. |              |
| CVE-30     | Charger          | 4      | 1 w służbie US Navy (USS "Charger"), w Wielkiej Brytanii były oznaczane jako typ Avenger. |              |
| CVE-55     | Casablanca       | 50     | Wszystkie w służbie US Navy. Początkowo planowano wysłać połowę tych okrętów do Wielkiej Brytanii na mocy umowy Leand-Lease, ale zamiast tego wysłano drugą serię lotniskowców typu Bouge. |              |
| CVE-105    | Commencement Bay | 19     | Wszystkie w służbie US Navy. 4 jednostki zostały anulowane i złomowane na pochylniach na końcu II wojny światowej, dwa dalsze zostały zaakceptowane, ale nie włączone do służby (wodowane wiele lat po wojnie). Typ Commencement Bay jest określany jako jeden z najlepszych typów lotniskowców eskortowych jaki kiedykolwiek zbudowano, kilka jednostek służyło po wojnie jako lotniskowce szkolne, promy samolotów i w innych rolach jako okręty pomocnicze. |              |